# Paratrachichthys macleayi
Paratrachichthys macleayi är en fiskart som först beskrevs av Johnston, 1881.  Paratrachichthys macleayi ingår i släktet Paratrachichthys och familjen Trachichthyidae. Inga underarter finns listade i Catalogue of Life.